# جاك وايت (لاعب كرة قدم بريطاني)
جاك وايت (بالإنجليزية: Jack White)‏ (1879 في المملكة المتحدة - ) هو لاعب كرة قدم بريطاني (وحمل سابقاً جنسية المملكة المتحدة لبريطانيا العظمى وأيرلندا) في مركزي الدفاع والظهير. لعب مع ستوكبورت كونتي وكوينز بارك رينجرز ونادي ليدز ‏ وMerthyr Town F.C. ‏ وغرايز أتلاتيك ‏.